# 에스타디오 프랑시스코 리베라 에스코바르
에스타디오 프랑시스코 리베라 에스코바르(스페인어: Estadio Francisco Rivera Escobar)는 콜롬비아 바예델카우카주 팔미라에 위치한 다목적 경기장이다. 1950년대 초에 지어졌으며, 15,300명을 수용할 수 있다.